# FA Cup 2008-09
FA Cup 2008-09 var den 128. udgave af den engelske fodboldturnering FA Cuppen , der dermed er verdens ældste. 761 klubber deltog i turneringen hvilket er ny rekord. Turneringen startede den 16. august 2008 med de første indledende kampe, og kulminerede lørdag den 30. maj 2009, da finalen blev afviklet på Wembley i London.
Chelsea F.C. vandt turneringen for femte gang, efter finalesejr på 2-1 over Everton F.C.

## Kalender
Turneringen indledtes med seks kvalifikationsrunder, der blev afholdt fra august til oktober i 2008, og som involverede klubber fra de lavere rækker under det etablerede ligasystem.

### Første runde
Første runde i turneringen blev afholdt mellem 7. november og 9. november 2008. I denne runde trådte alle hold fra Football League One og Football League Two (den 3. og 4. bedste række) ind i turneringen, hvor man gjorde de vindende hold fra 6. kvalifikationsrunde selskab.
| Kampnr. | Hjemmehold             | Resultat                                              | Udehold                | Tilskuertal |
| ------- | ---------------------- | ----------------------------------------------------- | ---------------------- | ----------- |
| 1       | Colchester United      | 0 – 1 Arkiveret 10. november 2008 hos Wayback Machine | Leyton Orient          | 4,600       |
| 2       | Havant & Waterlooville | 1 – 3 Arkiveret 28. april 2014 hos Wayback Machine    | Brentford              | 1,631       |
| 3       | Blyth Spartans         | 3 – 1                                                 | Shrewsbury Town        | 2,742       |
| 4       | Sutton United          | 0 – 1                                                 | Notts County           | 2,041       |
| 5       | Torquay United         | 2 – 0                                                 | Evesham United         | 2,275       |
| 6       | Oxford United          | 0 – 0 Arkiveret 12. november 2008 hos Wayback Machine | Dorchester Town        | 3,196       |
| Omkamp  | Dorchester Town        | 1 – 3†                                                | Oxford United          | 1,474       |
| 7       | Bury                   | 0 – 1 Arkiveret 10. november 2008 hos Wayback Machine | Gillingham             | 2,161       |
| 8       | AFC Wimbledon          | 1 – 4                                                 | Wycombe Wanderers      | 4,528       |
| 9       | Chester City           | 0 – 3 Arkiveret 10. november 2008 hos Wayback Machine | Millwall               | 1,932       |
| 10      | Carlisle United        | 1 – 1Arkiveret 1. oktober 2015 hos Wayback Machine    | Grays Athletic         | 3,921       |
| Omkamp‡ | Grays Athletic         | 0 – 2 Arkiveret 24. december 2008 hos Wayback Machine | Carlisle United        | 1,217       |
| 11      | Team Bath              | 0 – 1 Arkiveret 28. april 2014 hos Wayback Machine    | Forest Green Rovers    | 906         |
| 12      | Eastbourne Borough     | 0 – 0                                                 | Barrow                 | 1,216       |
| Omkamp  | Barrow                 | 4 – 0                                                 | Eastbourne Borough     | 2,131       |
| 13      | AFC Hornchurch         | 0 – 1 Arkiveret 28. april 2014 hos Wayback Machine    | Peterborough United    | 3,000       |
| 14      | Yeovil Town            | 1 – 1                                                 | Stockport County       | 3,582       |
| Omkamp  | Stockport County       | 5 – 0 Arkiveret 16. december 2019 hos Wayback Machine | Yeovil Town            | 3,260       |
| 15      | Leiston                | 0 – 0                                                 | Fleetwood Town         | 1,250       |
| Omkamp  | Fleetwood Town         | 2 – 0 Arkiveret 28. april 2014 hos Wayback Machine    | Leiston                | 2,010       |
| 16      | Accrington Stanley     | 0 – 0                                                 | Tranmere Rovers        | 2,126       |
| Omkamp  | Tranmere Rovers        | 1 – 0                                                 | Accrington Stanley     | 2,560       |
| 17      | Walsall                | 1 – 3 Arkiveret 12. november 2008 hos Wayback Machine | Scunthorpe United      | 2,318       |
| 18      | AFC Bournemouth        | 1 – 0 Arkiveret 12. november 2008 hos Wayback Machine | Bristol Rovers         | 3,935       |
| 19      | Brighton & Hove Albion | 3 – 3                                                 | Hartlepool United      | 2,545       |
| Omkamp  | Hartlepool United      | 2 – 1                                                 | Brighton & Hove Albion | 3,288       |
| 20      | Aldershot Town         | 1 – 1                                                 | Rotherham United       | 2,632       |
| Omkamp  | Rotherham United       | 0 – 3                                                 | Aldershot Town         | 2,431       |

| Kampnr.                              | Hjemmehold             | Resultat                                              | Udehold              | Tilskuertal |
| ------------------------------------ | ---------------------- | ----------------------------------------------------- | -------------------- | ----------- |
| 21                                   | Morecambe              | 2 – 1                                                 | Grimsby Town         | 1,713       |
| 22                                   | Huddersfield Town      | 3 – 4                                                 | Port Vale            | 6,942       |
| 23                                   | Alfreton Town          | 4 – 2                                                 | Bury Town            | 1,060       |
| 24                                   | Kidderminster Harriers | 1 – 0                                                 | Cambridge United     | 1,717       |
| 25                                   | Leicester City         | 3 – 0                                                 | Stevenage Borough    | 7,586       |
| 26                                   | Milton Keynes Dons     | 1 – 2                                                 | Bradford City        | 5,542       |
| 27                                   | Darlington             | 0 – 0 Arkiveret 16. december 2019 hos Wayback Machine | Droylsden            | 2,479       |
| Omkamp                               | Droylsden              | 1 – 0 Arkiveret 1. marts 2009 hos Wayback Machine     | Darlington           | 1,672       |
| 28                                   | Chesterfield           | 3 – 1                                                 | Mansfield Town       | 6,612       |
| 29                                   | AFC Telford United     | 2 – 2                                                 | Southend United      | 3,631       |
| Omkamp                               | Southend United        | 2 – 0                                                 | AFC Telford United   | 4,415       |
| 30                                   | Curzon Ashton          | 3 – 2                                                 | Exeter City          | 1,259       |
| 31                                   | Histon                 | 1 – 0                                                 | Swindon Town         | 1,541       |
| 32                                   | Kettering Town         | 1 – 1                                                 | Lincoln City         | 3,314       |
| Omkamp                               | Lincoln City           | 1 – 2                                                 | Kettering Town       | 3,953       |
| 33                                   | Barnet                 | 1 – 1                                                 | Rochdale             | 1,782       |
| Omkamp                               | Rochdale               | 3 – 2†                                                | Barnet               | 2,339       |
| 34                                   | Hereford United        | 0 – 0                                                 | Dagenham & Redbridge | 1,825       |
| Omkamp                               | Dagenham & Redbridge   | 2 – 1                                                 | Hereford United      | 1,409       |
| 35                                   | Cheltenham Town        | 2 – 2 Arkiveret 14. juni 2018 hos Wayback Machine     | Oldham Athletic      | 2,585       |
| Omkamp                               | Oldham Athletic        | 0 – 1                                                 | Cheltenham Town      | 2,552       |
| 36                                   | Luton Town             | 0 – 0 Arkiveret 10. november 2008 hos Wayback Machine | Altrincham           | 3,200       |
| Omkamp                               | Altrincham             | 0 – 0 Arkiveret 23. december 2008 hos Wayback Machine | Luton Town           | 2,397       |
| Luton Town vandt 4-2 på straffespark |                        |                                                       |                      |             |
| 37                                   | Crewe Alexandra        | 1 – 0                                                 | Ebbsfleet United     | 2,593       |
| 38                                   | Eastwood Town          | 2 – 1 Arkiveret 12. november 2008 hos Wayback Machine | Brackley Town        | 960         |
| 39                                   | Leeds United           | 1 – 1 Arkiveret 9. november 2008 hos Wayback Machine  | Northampton Town     | 9,531       |
| Omkamp                               | Northampton Town       | 2 – 5                                                 | Leeds United         | 3,960       |
| 40                                   | Harlow Town            | 0 – 2                                                 | Macclesfield Town    | 2,149       |

### Anden runde
Anden runde i turneringen blev afholdt mellem 28. november og 30. november 2008. I denne runde trådte ingen nye hold ind, og de deltagende hold var derfor udelukkende vinderne fra 1. runde
| Kampnr.                                                       | Hjemmehold             | Resultat                                               | Udehold              | Tilskuertal |
| ------------------------------------------------------------- | ---------------------- | ------------------------------------------------------ | -------------------- | ----------- |
| 1‡                                                            | Chesterfield           | 2 – 2 Arkiveret 19. december 2008 hos Wayback Machine  | Droylsden            | 5,698       |
| Omkamp‡                                                       | Droylsden              | 2 – 1 Arkiveret 26. december 2008 hos Wayback Machine  | Chesterfield         | 2,824       |
| Droylsden senere diskvalificeret for brug af ulovlig spiller. |                        |                                                        |                      |             |
| 2                                                             | Peterborough United    | 0 – 0 Arkiveret 4. december 2008 hos Wayback Machine   | Tranmere Rovers      | 5,980       |
| Omkamp                                                        | Tranmere Rovers        | 1 – 2 Arkiveret 11. december 2008 hos Wayback Machine† | Peterborough United  | 3,139       |
| 3                                                             | Eastwood Town          | 2 – 0 Arkiveret 24. december 2008 hos Wayback Machine  | Wycombe Wanderers    | 1,955       |
| 4                                                             | Notts County           | 1 – 1 Arkiveret 4. december 2008 hos Wayback Machine   | Kettering Town       | 4,451       |
| Omkamp                                                        | Kettering Town         | 2 – 1 Arkiveret 18. januar 2009 hos Wayback Machine    | Notts County         | 3,019       |
| 5                                                             | Leicester City         | 3 – 2 Arkiveret 24. december 2008 hos Wayback Machine  | Dagenham & Redbridge | 7,791       |
| 6                                                             | Barrow                 | 2 – 1 Arkiveret 9. december 2008 hos Wayback Machine   | Brentford            | 3,532       |
| 7                                                             | Bradford City          | 1 – 2 Arkiveret 8. august 2017 hos Wayback Machine     | Leyton Orient        | 5,065       |
| 8                                                             | Southend United        | 3 – 1 Arkiveret 2. januar 2009 hos Wayback Machine     | Luton Town           | 4,111       |
| 9                                                             | Forest Green Rovers    | 2 – 0 Arkiveret 7. januar 2009 hos Wayback Machine     | Rochdale             | 1,715       |
| 10                                                            | Histon                 | 1 – 0 Arkiveret 5. december 2008 hos Wayback Machine   | Leeds United         | 4,103       |
| 11                                                            | Scunthorpe United      | 4 – 0 Arkiveret 4. december 2008 hos Wayback Machine   | Alfreton Town        | 4,249       |
| 12                                                            | Torquay United         | 2 – 0 Arkiveret 5. december 2008 hos Wayback Machine   | Oxford United        | 2,647       |
| 13                                                            | Fleetwood Town         | 2 – 3 Arkiveret 24. december 2008 hos Wayback Machine  | Hartlepool United    | 3,280       |
| 14                                                            | Morecambe              | 2 – 3 Arkiveret 5. december 2008 hos Wayback Machine   | Cheltenham Town      | 1,758       |
| 15                                                            | Gillingham             | 0 – 0 Arkiveret 31. december 2008 hos Wayback Machine  | Stockport County     | 4,419       |
| Omkamp                                                        | Stockport County       | 1 – 2 Arkiveret 30. december 2008 hos Wayback Machine  | Gillingham           | 3,329       |
| 16                                                            | Millwall               | 3 – 0 Arkiveret 4. december 2008 hos Wayback Machine   | Aldershot Town       | 6,159       |
| 17                                                            | Carlisle United        | 0 – 2 Arkiveret 5. december 2008 hos Wayback Machine   | Crewe Alexandra      | 2,755       |
| 18                                                            | AFC Bournemouth        | 0 – 0 Arkiveret 24. december 2008 hos Wayback Machine  | Blyth Spartans       | 4,165       |
| Omkamp                                                        | Blyth Spartans         | 1 – 0 Arkiveret 7. januar 2009 hos Wayback Machine     | AFC Bournemouth      | 4,040       |
| 19                                                            | Kidderminster Harriers | 2 – 0 Arkiveret 24. december 2008 hos Wayback Machine  | Curzon Ashton        | 2,070       |
| 20                                                            | Port Vale              | 1 – 3 Arkiveret 4. december 2008 hos Wayback Machine   | Macclesfield Town    | 4,684       |

### Tredje runde
Tredje runde i turneringen blev afholdt mellem 2. januar og 13. januar 2009. I denne runde trådte holdene fra The Championship og Premier League ind i turneringen, og dermed var samtlige klubber bragt i spil. De 44 nye klubber gjorde vinderne fra 2. runde selskab i de 32 kampe.
| Kampnr. | Hjemmehold           | Resultat                                              | Udehold                 | Tilskuertal |
| ------- | -------------------- | ----------------------------------------------------- | ----------------------- | ----------- |
| 1       | Portsmouth           | 0 – 0                                                 | Bristol City            | 14,446      |
| Omkamp  | Bristol City         | 0 – 2 Arkiveret 14. januar 2009 hos Wayback Machine   | Portsmouth              | 14,302      |
| 2       | Sheffield Wednesday  | 1 – 2Arkiveret 19. juli 2012 hos hos Archive.is       | Fulham                  | 18,377      |
| 3       | Preston North End    | 0 – 2 Arkiveret 5. januar 2009 hos Wayback Machine    | Liverpool               | 23,046      |
| 4       | Birmingham City      | 0 – 2 Arkiveret 18. januar 2009 hos Wayback Machine   | Wolverhampton Wanderers | 22,232      |
| 5       | West Ham United      | 3 – 0                                                 | Barnsley                | 28,869      |
| 6       | Middlesbrough        | 2 – 1 Arkiveret 5. januar 2009 hos Wayback Machine    | Barrow                  | 25,132      |
| 7       | Hull City            | 0 – 0 Arkiveret 1. januar 2009 hos Wayback Machine    | Newcastle United        | 20,557      |
| Omkamp  | Newcastle United     | 0 – 1 Arkiveret 18. januar 2009 hos Wayback Machine   | Hull City               | 31,380      |
| 8       | Hartlepool United    | 2 – 0 Arkiveret 5. januar 2009 hos Wayback Machine    | Stoke City              | 5,367       |
| 9       | Chelsea              | 1 – 1 Arkiveret 16. januar 2009 hos Wayback Machine   | Southend United         | 41,090      |
| Omkamp  | Southend United      | 1 – 4 Arkiveret 18. januar 2009 hos Wayback Machine   | Chelsea                 | 11,314      |
| 10      | Manchester City      | 0 – 3 Arkiveret 22. januar 2009 hos Wayback Machine   | Nottingham Forest       | 31,869      |
| 11      | Cardiff City         | 2 – 0 Arkiveret 24. januar 2009 hos Wayback Machine   | Reading                 | 12,448      |
| 12      | Ipswich Town         | 3 – 0                                                 | Chesterfield            | 12,524      |
| 13      | Charlton Athletic    | 1 – 1                                                 | Norwich City            | 12,615      |
| Omkamp  | Norwich City         | 0 – 1 Arkiveret 18. januar 2009 hos Wayback Machine   | Charlton Athletic       | 13,997      |
| 14      | West Bromwich Albion | 1 – 1                                                 | Peterborough United     | 18,659      |
| Omkamp  | Peterborough United  | 0 – 2                                                 | West Bromwich Albion    | 10,735      |
| 15      | Torquay United       | 1 – 0 Arkiveret 5. januar 2009 hos Wayback Machine    | Blackpool               | 3,654       |
| 16      | Leyton Orient        | 1 – 4                                                 | Sheffield United        | 4,527       |
| 17      | Southampton          | 0 – 3 Arkiveret 6. januar 2009 hos Wayback Machine    | Manchester United       | 31,901      |
| 18      | Millwall             | 2 – 2                                                 | Crewe Alexandra         | 5,754       |
| Omkamp  | Crewe Alexandra      | 2 – 3 Arkiveret 14. januar 2009 hos Wayback Machine   | Millwall                | 3,060       |
| 19      | Histon               | 1 – 2 Arkiveret 24. januar 2009 hos Wayback Machine   | Swansea City            | 2,821       |
| 20      | Forest Green Rovers  | 3 – 4                                                 | Derby County            | 4,836       |
| 21      | Queens Park Rangers  | 0 – 0                                                 | Burnley                 | 8,896       |
| Omkamp  | Burnley              | 2 – 1 Arkiveret 18. januar 2009 hos Wayback Machine†  | Queens Park Rangers     | 3,760       |
| 22      | Leicester City       | 0 – 0                                                 | Crystal Palace          | 15,976      |
| Omkamp  | Crystal Palace       | 2 – 1 Arkiveret 18. januar 2009 hos Wayback Machine   | Leicester City          | 6,023       |
| 23      | Tottenham Hotspur    | 3 – 1 Arkiveret 30. december 2008 hos Wayback Machine | Wigan Athletic          | 34,040      |
| 24      | Cheltenham Town      | 0 – 0 Arkiveret 19. januar 2009 hos Wayback Machine   | Doncaster Rovers        | 4,417       |
| Omkamp  | Doncaster Rovers     | 3 – 0 Arkiveret 22. januar 2009 hos Wayback Machine   | Cheltenham Town         | 5,345       |
| 25      | Arsenal              | 3 – 1 Arkiveret 7. september 2013 hos Wayback Machine | Plymouth Argyle         | 59,424      |
| 26      | Kettering Town       | 2 – 1                                                 | Eastwood Town           | 5,090       |
| 27      | Blyth Spartans       | 0 – 1 Arkiveret 3. februar 2009 hos Wayback Machine   | Blackburn Rovers        | 3,445       |
| 28      | Macclesfield Town    | 0 – 1                                                 | Everton                 | 6,008       |
| 29      | Watford              | 1 – 0                                                 | Scunthorpe United       | 8,690       |
| 30      | Sunderland           | 2 – 1                                                 | Bolton Wanderers        | 20,685      |
| 31      | Coventry City        | 2 – 0 Arkiveret 11. marts 2009 hos Wayback Machine    | Kidderminster Harriers  | 13,652      |
| 32      | Gillingham           | 1 – 2 Arkiveret 14. maj 2009 hos Wayback Machine      | Aston Villa             | 10,107      |

### Fjerde runde
Fjerde runde i turneringen blev, for størstedelen af kampenes vedkommende, afholdt mellem 24. januar og 25. januar 2009. Runden havde deltagelse af de 32 vinderhold fra tredje runde.
| Kampnr. | Hjemmehold              | Resultat                                              | Udehold              | Tilskuertal |
| ------- | ----------------------- | ----------------------------------------------------- | -------------------- | ----------- |
| 1       | Liverpool               | 1 – 1 Arkiveret 3. marts 2009 hos Wayback Machine     | Everton              | 43,524      |
| Omkamp  | Everton                 | 1 – 0 Arkiveret 6. februar 2009 hos Wayback Machine†  | Liverpool            | 37,918      |
| 2       | Manchester United       | 2 – 1 Arkiveret 26. januar 2009 hos Wayback Machine   | Tottenham Hotspur    | 75,014      |
| 3       | Hull City               | 2 – 0 Arkiveret 24. januar 2016 hos Wayback Machine   | Millwall             | 18,639      |
| 4       | Sunderland              | 0 – 0 Arkiveret 24. januar 2016 hos Wayback Machine   | Blackburn Rovers     | 22,634      |
| Omkamp  | Blackburn Rovers        | 2 – 1 Arkiveret 10. februar 2009 hos Wayback Machine† | Sunderland           | 10,112      |
| 5       | Hartlepool United       | 0 – 2 Arkiveret 26. januar 2009 hos Wayback Machine   | West Ham United      | 6,849       |
| 6       | Sheffield United        | 2 – 1 Arkiveret 24. januar 2016 hos Wayback Machine   | Charlton Athletic    | 15,957      |
| 7       | Cardiff City            | 0 – 0 Arkiveret 31. januar 2009 hos Wayback Machine   | Arsenal              | 20,079      |
| Omkamp  | Arsenal                 | 4 – 0 Arkiveret 19. februar 2009 hos Wayback Machine  | Cardiff City         | 57,237      |
| 8       | Portsmouth              | 0 – 2 Arkiveret 24. januar 2016 hos Wayback Machine   | Swansea City         | 17,357      |
| 9       | Chelsea                 | 3 – 1 Arkiveret 24. januar 2016 hos Wayback Machine   | Ipswich Town         | 41,137      |
| 10      | Doncaster Rovers        | 0 – 0 Arkiveret 6. januar 2016 hos Wayback Machine    | Aston Villa          | 13,517      |
| Omkamp  | Aston Villa             | 3 – 1                                                 | Doncaster Rovers     | 24,203      |
| 11      | West Bromwich Albion    | 2 – 2 Arkiveret 25. december 2015 hos Wayback Machine | Burnley              | 18,294      |
| Omkamp  | Burnley                 | 3 – 1 Arkiveret 7. februar 2009 hos Wayback Machine   | West Bromwich Albion | 6,635       |
| 12      | Torquay United          | 0 – 1 Arkiveret 24. januar 2016 hos Wayback Machine   | Coventry City        | 6,018       |
| 13      | Kettering Town          | 2 – 4Arkiveret 24. januar 2016 hos Wayback Machine    | Fulham               | 5,406       |
| 14      | Watford                 | 4 – 3 Arkiveret 21. december 2015 hos Wayback Machine | Crystal Palace       | 10,006      |
| 15      | Derby County            | 1 – 1 Arkiveret 24. januar 2016 hos Wayback Machine   | Nottingham Forest    | 32,035      |
| Omkamp  | Nottingham Forest       | 2 – 3 Arkiveret 6. februar 2009 hos Wayback Machine   | Derby County         | 29,001      |
| 16      | Wolverhampton Wanderers | 1 – 2 Arkiveret 22. januar 2016 hos Wayback Machine   | Middlesbrough        | 18,013      |

### 1/8-finaler
Femte runde i turneringen (1/8-finalerne) blev, for størstedelen af kampenes vedkommende, afholdt mellem 14. februar og 15. februar 2009. Runden havde deltagelse af de 16 vinderhold fra fjerde runde.
| Kampnr. | Hjemmehold       | Resultat                                             | Udehold           | Tilskuertal |
| ------- | ---------------- | ---------------------------------------------------- | ----------------- | ----------- |
| 1       | Sheffield United | 1 – 1 Arkiveret 19. februar 2009 hos Wayback Machine | Hull City         | 22,283      |
| Omkamp  | Hull City        | 2 – 1 Arkiveret 28. februar 2009 hos Wayback Machine | Sheffield United  | 17,239      |
| 2       | Watford          | 1 – 3 Arkiveret 5. august 2017 hos Wayback Machine   | Chelsea           | 16,851      |
| 3       | West Ham United  | 1 – 1 Arkiveret 14. maj 2014 hos Wayback Machine     | Middlesbrough     | 33,658      |
| Omkamp  | Middlesbrough    | 2 – 0 Arkiveret 27. februar 2009 hos Wayback Machine | West Ham United   | 15,602      |
| 4       | Blackburn Rovers | 2 – 2 Arkiveret 18. februar 2009 hos Wayback Machine | Coventry City     | 15,053      |
| Omkamp  | Coventry City    | 1 – 0 Arkiveret 26. februar 2009 hos Wayback Machine | Blackburn Rovers  | 22,793      |
| 5       | Derby County     | 1 – 4 Arkiveret 15. februar 2009 hos Wayback Machine | Manchester United | 32,103      |
| 6       | Swansea City     | 1 – 1 Arkiveret 16. februar 2009 hos Wayback Machine | Fulham            | 16,573      |
| Omkamp  | Fulham           | 2 – 1 Arkiveret 26. februar 2009 hos Wayback Machine | Swansea City      | 12,316      |
| 7       | Everton          | 3 – 1 Arkiveret 18. februar 2009 hos Wayback Machine | Aston Villa       | 35,439      |
| 8       | Arsenal          | 3 – 0 Arkiveret 16. marts 2009 hos Wayback Machine   | Burnley           | 57,454      |

### Kvartfinaler
Sjette runde i turneringen (kvartfinalerne) blev, for størstedelen af kampenes vedkommende, afholdt mellem 7. marts og 8. marts 2009. Runden havde deltagelse af de otte vinderhold fra 1/8-finalerne.
| Kampnr. | Hjemmehold    | Resultat | Udehold            | Tilskuertal |
| ------- | ------------- | -------- | ------------------ | ----------- |
| 1       | Coventry City | 0 – 2    | Chelsea F.C.       | 31,407      |
| 2       | Fulham        | 0 – 4    | Manchester United  | 24,662      |
| 3       | Everton       | 2 – 1    | Middlesbrough F.C. | 37,856      |
| 4       | Arsenal       | 2 – 1    | Hull City          | 55,641      |

### Semifinaler
Sjette semifinaler blev afholdt henholdsvis lørdag den 18. og søndag den 19. marts 2009. De to kampe havde deltagelse af de fire vinderhold fra kvartfinalerne. Begge kampe blev afholdt på nationalstadionet Wembley, der også er ramme om turneringens finale.
| Kampnr.                           | Hjemmehold   | Resultat | Udehold           | Tilskuertal |
| --------------------------------- | ------------ | -------- | ----------------- | ----------- |
| 1                                 | Arsenal F.C. | 1 – 2    | Chelsea F.C.      | 88.103      |
| 2                                 | Everton      | *0 – 0   | Manchester United | 88,141      |
| Everton vandt 4-2 på straffespark |              |          |                   |             |

### Finale
Turneringens finale blev spillet lørdag den 30. maj 2009, på Englands nationalstadion, Wembley i London, der også lagde græs til de to semifinaler. De deltagende hold var vinderne af de to semifinaler, Chelsea F.C. og Everton F.C. Kampen startede kl. 15.00 lokal tid, 16.00 dansk tid. Chelsea vandt opgøret med 2-1 på scoringer af Didier Drogba og Frank Lampard, efter at Louis Saha havde bragt Everton foran i kampens allerførste minut.
| 30. maj 2009 15:00 BST |

| Chelsea                  | 2–1     | Everton   |
| ------------------------ | ------- | --------- |
| Drogba 21' · Lampard 72' | Rapport | Saha 1' · |

| Wembley Stadium, London Tilskuere: 89.391 Dommer: Howard Webb (South Yorkshire) |

## Topscorerliste
Nedenstående er en liste over turneringens topscorere.
| Rangering | Navn                | Klub                | Antal mål |
| --------- | ------------------- | ------------------- | --------- |
| 1         | Nicolas Anelka      | Chelsea             | 4         |
| 1         | Matt Fryatt         | Leicester City      | 4         |
| 1         | Gary Hooper         | Scunthorpe United   | 4         |
| 1         | Robin van Persie    | Arsenal             | 4         |
| 1         | Craig Westcarr      | Kettering Town      | 4         |
| 6         | Afonso Alves        | Middlesbrough       | 3         |
| 6         | Michael Ballack     | Chelsea             | 3         |
| 6         | Andy Barcham        | Gillingham          | 3         |
| 6         | Jermaine Beckford   | Leeds United        | 3         |
| 6         | Louis Dodds         | Port Vale           | 3         |
| 6         | Eduardo             | Arsenal             | 3         |
| 6         | Greg Halford        | Sheffield United    | 3         |
| 6         | Matt Harrold        | Wycombe Wanderers   | 3         |
| 6         | Rob Hulse           | Derby County        | 3         |
| 6         | Andrew Johnson      | Fulham              | 3         |
| 6         | Adam le Fondre      | Rochdale            | 3         |
| 6         | Jack Lester         | Chesterfield        | 3         |
| 6         | Craig Mackail-Smith | Peterborough United | 3         |
| 6         | James Milner        | Aston Villa         | 3         |
| 6         | Roman Pavlyuchenko  | Tottenham Hotspur   | 3         |
| 6         | Jason Scotland      | Swansea City        | 3         |
| 6         | Steven Thompson     | Burnley             | 3         |